# Кастельманьо
Кастельманьо (итал. Castelmagno) — коммуна в Италии, располагается в регионе Пьемонт, в провинции Кунео.
Население составляет 95 человек (2008 г.), плотность населения составляет 2 чел./км². Занимает площадь 49 км². Почтовый индекс — 12020. Телефонный код — 0171.
Покровителем коммуны считается святой Магн из Кунео, празднование 19 августа.

## Демография
Динамика населения:

## Администрация коммуны
- Официальный сайт:

## Города-побратимы
- Квиттенго, Италия (1975)